# 福通寺
福通寺（ふくつうじ）は、福井県丹生郡越前町にある真言宗の単立寺院。山号は朝日山。本尊は観音菩薩。

## 歴史
福通寺は奈良時代の養老元年（717年）泰澄大師により開かれたと伝わり、往時は七堂伽藍の建ち並ぶ大きな寺院であった。
しかし織田信長の越前侵攻に関連する動乱で一向一揆の焼き打ちに遭い、伽藍は焼け寺宝は散逸してしまった。
幸いなことに観音像は残り、江戸時代以降も村の「観音堂」として信仰され続けた。
江戸中期には越前国33観音霊場 第30番札所に定められ、広く信仰を集めるようになった。
昭和57年(1982年)には宝形造の観音堂（本堂）、二重塔の千手観音堂が再建された。

## 文化財

### 文化財（福井県指定）
- 正観世音菩薩立像[3][注 2]（秘仏・本堂安置）- 鎌倉時代 寄木造（カヤ材）像高196cm
- 千手観世音菩薩立像[4]（千手観音堂安置）- 平安時代 一木造（ケヤキ材）像高180cm
- 大日如来坐像[5]（内郡日吉神社安置）- 平安時代 一木割矧造（ヒノキ材） 像高160cm

### 文化財（越前町指定）
- 不動明王立像[6]（本堂安置）- 室町時代 一木割矧造（ヒノキ材）像高95cm
- 幸若家寄進の梵鐘[7]（鐘つき堂）- 江戸時代 宮崎彦九郎義一（初代寒雉）作
- 算額[8] - 文化4年（1807年）に奉納された49次連立方程式の解法で、算額として福井県最古のものである。
- 算額[8] - 明治12年（1879年）竹内與三左衛門によって奉納されたもの。

## 境内

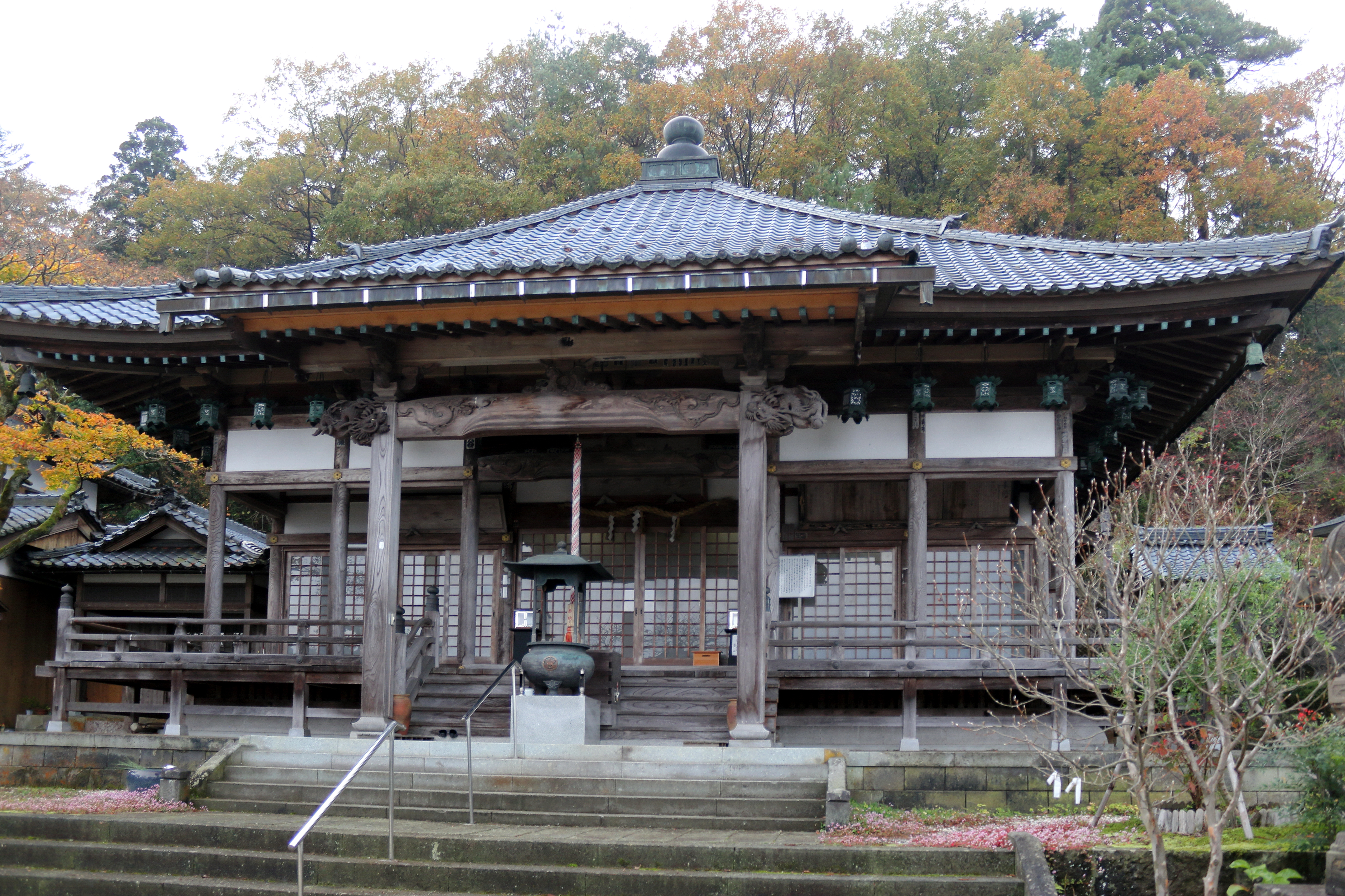
観音堂（本堂）
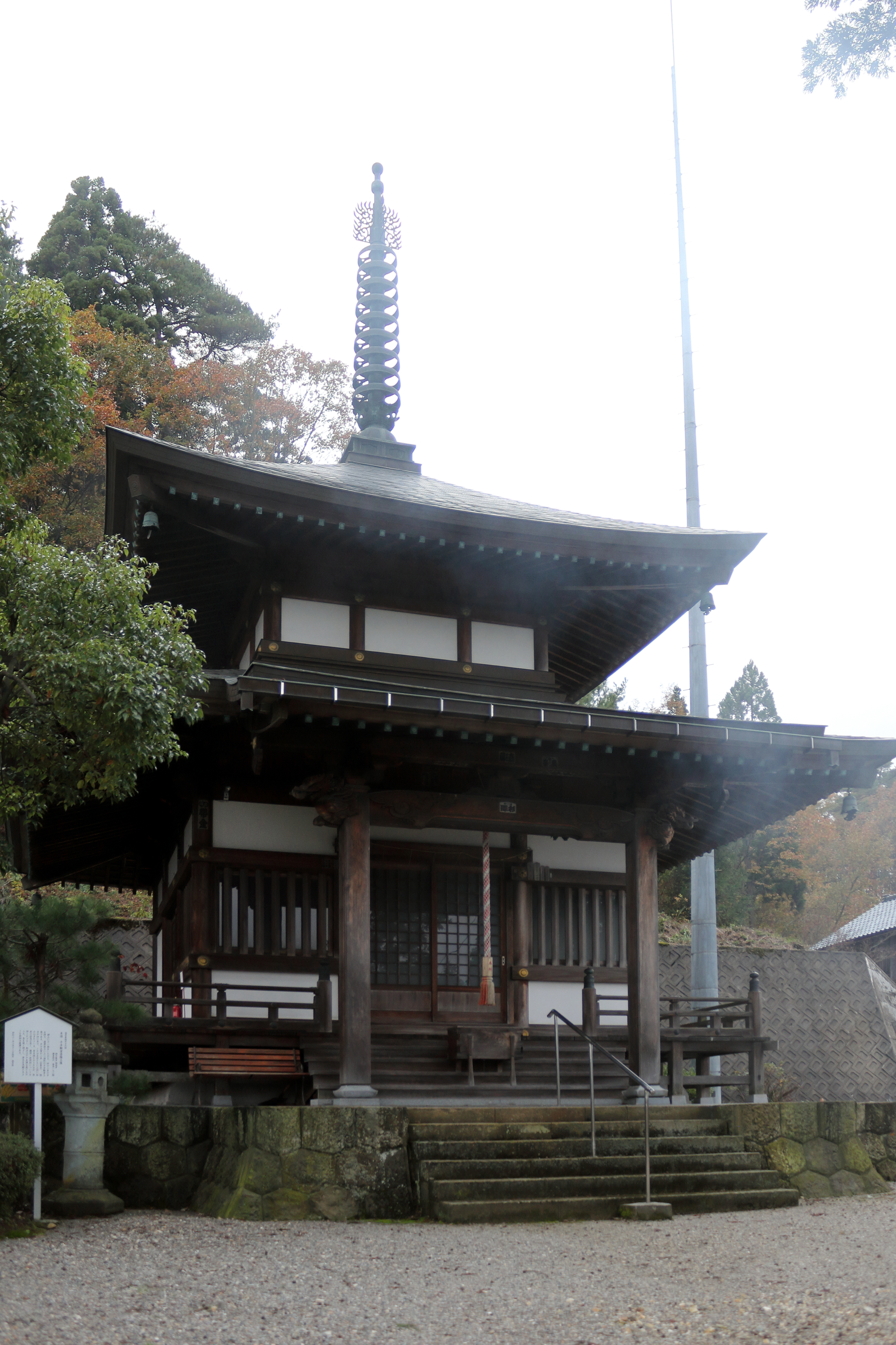
千手観音堂
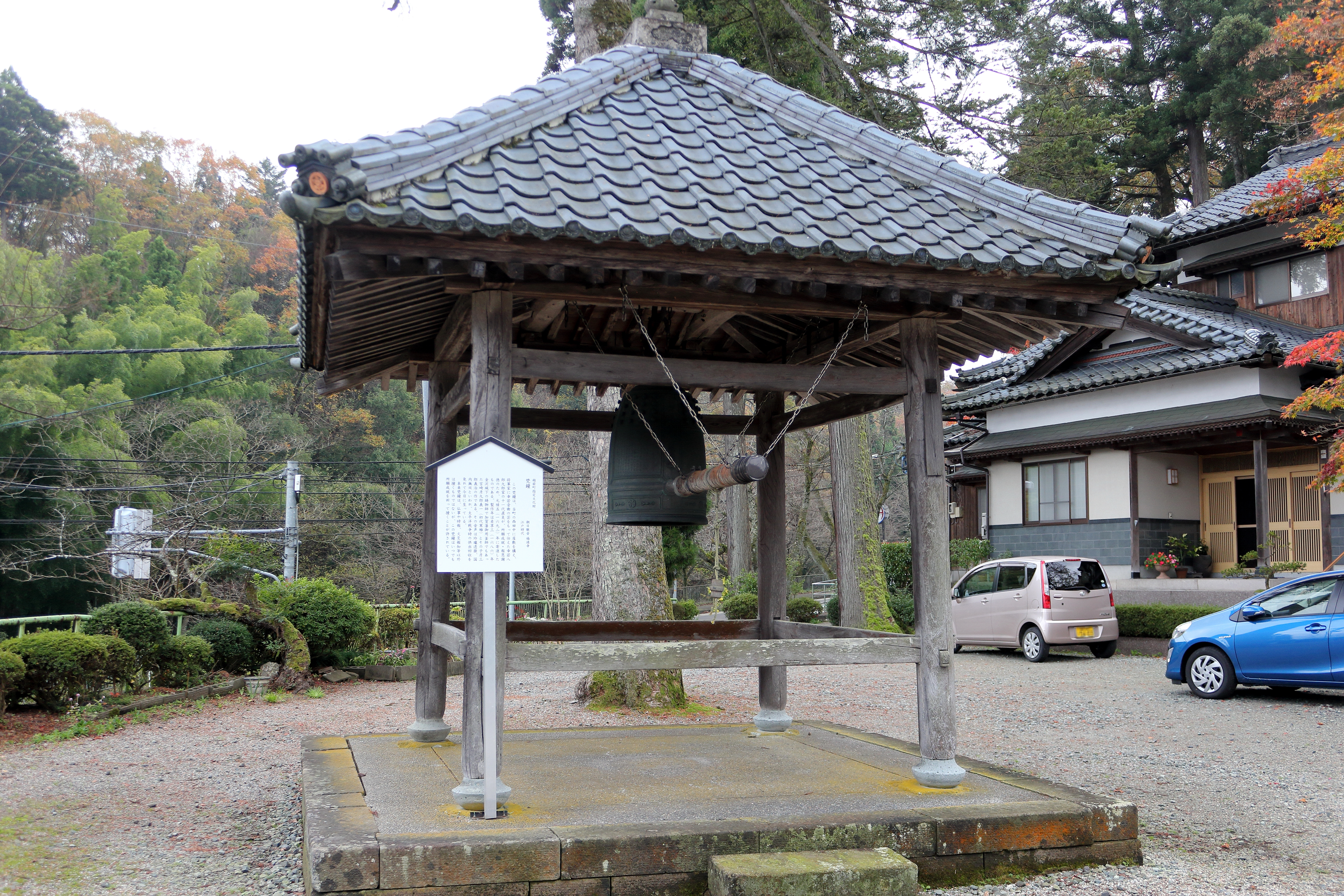
鐘つき堂
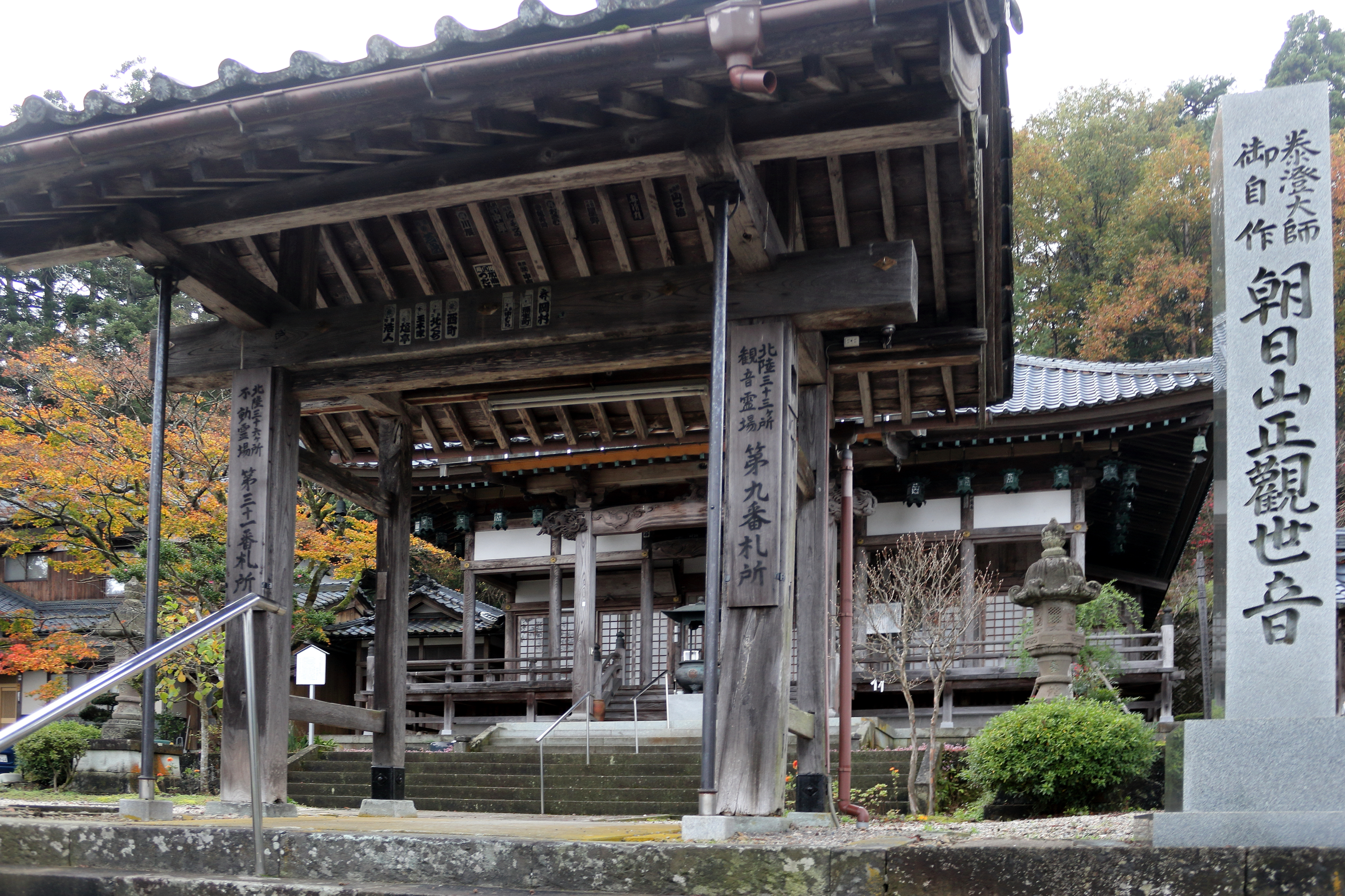
山門

- 観音堂（本堂）
- 千手観音堂
- 鐘つき堂
- 山門

## 交通
- ハピラインふくい線:鯖江駅より車で20分

## 周辺
- 福井県立丹生高等学校
- 福井県立ホッケー場
- 古墳公園